# Purification Through Violence
Purification Through Violence es el primer disco oficial de la banda estadounidense de death metal Dying Fetus. Fue presentado en 1996, y luego relanzado en 2011 con 2 bonus tracks: Beaten into Submission (1997 rehearsal demo) y Raped on the Altar (en vivo en Herbolzheim, Alemania, 1998).
Es el primer material de larga duración luego de la edición de Infatuation with Malevolence, una colección de demos anteriores.

## Lista de canciones
| N.º   | Título                         | Duración |  |
| 1.    | «Blunt Force Trauma»           | 5:27     |  |
| 2.    | «Beaten Into Submission»       | 2:50     |  |
| 3.    | «Skull Fucked»                 | 2:55     |  |
| 4.    | «Permanently Disfigured»       | 3:35     |  |
| 5.    | «Raped on the Altar»           | 3:55     |  |
| 6.    | «Nothing Left to Pray For»     | 3:55     |  |
| 7.    | «Nocturnal Crucifixion»        | 2:23     |  |
| 8.    | «Scum (cover de Napalm Death)» | 2:52     |  |
| 28:42 |                                |          |  |

## Alineación
- John Gallagher: Guitarras/Voces
- Jason Netherton: Bajo eléctrico/Voces
- Brian Latta: Guitarras
- Rob Belton: Percusión

- Datos: Q3925963